# Pteralopex acrodonta
Mirimiri acrodonta là một loài động vật có vú trong họ Dơi quạ, bộ Dơi. Loài này được Hill & Beckon mô tả năm 1978.

## Hình ảnh

- Tập tin:1977.05.03 Fijian Monkey-faced Bat,Taveuni, Fiji 3443 ccccr.jpg

0h